# Аксенгир (Карагандинская область)
Аксенгир (каз. Ақсеңгір, до 1996 г. — Копбеит) — село в Актогайском районе Карагандинской области Казахстана. Входит в состав Нуркенского сельского округа. Код КАТО — 353655200.

## Население
В 1999 году население села составляло 69 человек (35 мужчин и 34 женщины). По данным переписи 2009 года, в селе проживало 106 человек (64 мужчины и 42 женщины).